# Réserve naturelle des Sources des trois rivières
Pour les articles homonymes, voir Trois-Rivières (homonymie).

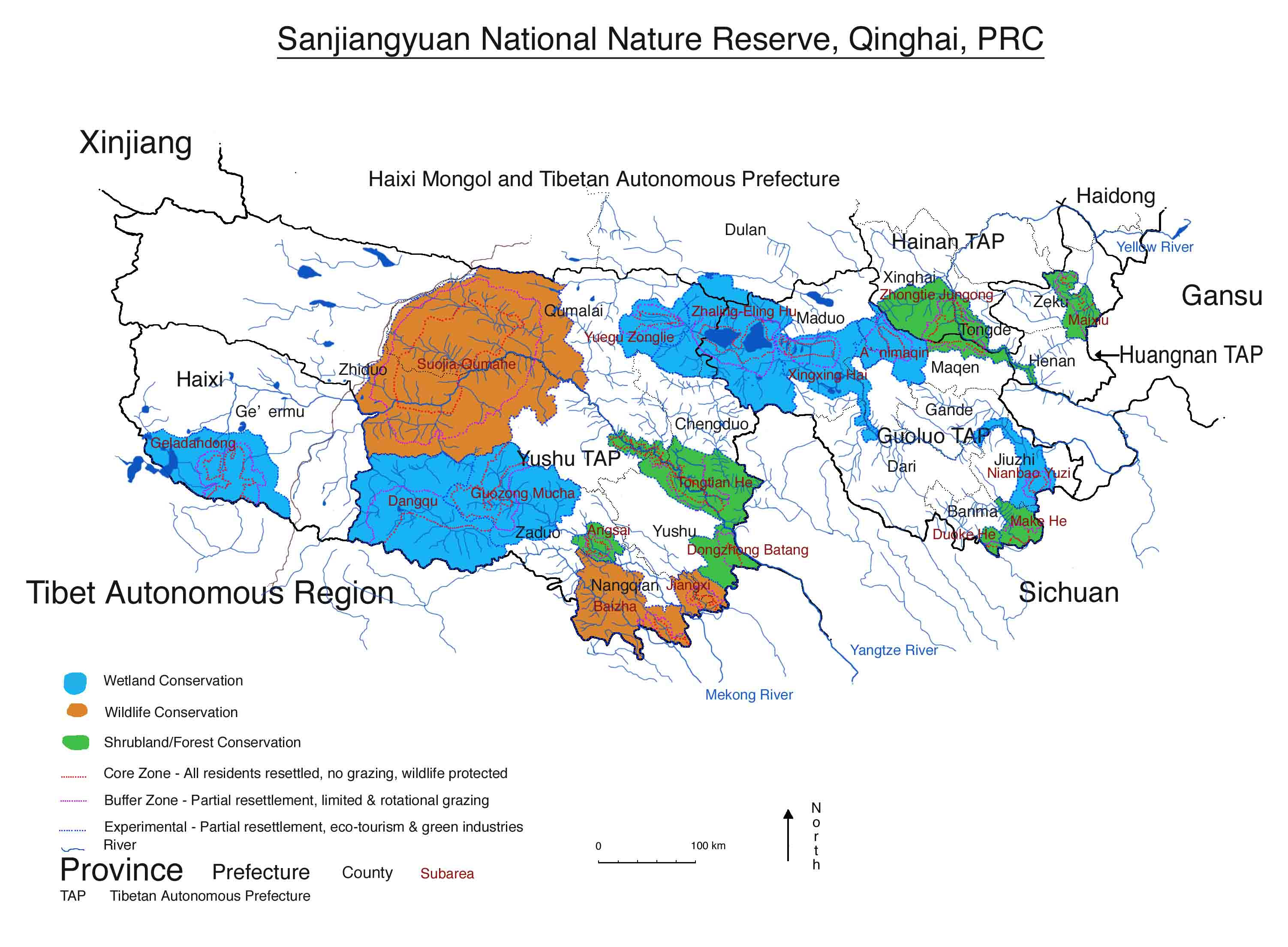
Réserve naturelle des Sources des trois rivières

Au centre-ouest de la Chine, dans la préfecture autonome tibétaine de Yushu de la province de Qinghai, naissent trois des plus grands fleuves chinois :
1. le Yangzi Jiang ou Chang Jiang ;
2. le Huáng hé ou fleuve Jaune ;
3. le Lancang Jiang ou Mékong.

C'est en partie pour protéger leurs eaux qu'a été créée la réserve naturelle des Sources des trois rivières (en mandarin Sanjiangyuan, en anglais The Sources of the Three Rivers).

## Caractéristiques
C'est la plus grande réserve naturelle de Chine et la plus élevée du monde :
- superficie : 316 000 km2 (360 000 km2, selon d'autres sources) ;
- altitude : plus de 4 000 m au-dessus de niveau de la mer.

## Historique, origine et objectifs
Selon Wang Genxu de l'Institut de l'environnement du Qinghai, outre la désertification, l'assèchement des zones humides et des lacs est un autre problème : « De 1976 à 2008, les marais et marécages ont diminué de plus de 32 % » dans la zone des sources des trois rivières ».
En 1999, pour protéger l'eau de la Chine et d'une partie de l'Asie du Sud-Est, on a commencé à replanter de l'herbe et des arbres en amont des bassins de ces grands fleuves pour y freiner l'érosion. Selon le gouvernement chinois, en 2001, 4 200 ha ont ainsi été réenforestés et 387 000 ha de forêt primaire font l'objet de protection contre les incendies ou le déboisement illégal, 1,2 million d'hectares nécessitant d'être mieux surveillés, la surface boisée étant tombée à 456 158 ha de forêt et 744 572 ha de buissons. C'est plus de la moitié des arbres de la région qui a disparu en un siècle.

## Prospective et plan de gestion.
Fin 2004, le gouvernement central a engagé un plan de protection et la restauration écologique de la réserve des Sources des trois fleuves, qui doivent marquer le début de la restauration des zones humides du centre du plateau du Tibet-Qinghai.
Sept milliards et demi de yuans (plus de 900 millions de dollars US) sont annoncés sur six ans (2004-2010).
Le plan concernerait 152 000 km2, 223 000 habitants indigènes dans seize districts et une grande banlieue.
L'objectif ambitieux est pour 2010, de rendre 6,44 millions d'hectares de champ à leur ancien état de prairie sauvages ou de pâturages et de reboiser 6 530 autres hectares de terres arables. Un total de 800 000 ha devraient être affectées au reboisement, à la lutte contre la désertification à la protection de zones humides et de la ressource en eau.
Des mesures de gestion intégrée concerneraient 2,09 millions d'hectares de steppe où il faut lutter contre la dégradation des sols, la sécheresse et le développement anormal de campagnols qui profitent de la régression de leurs prédateurs (500 km2).
Cela ne se fera pas sans mal, puisqu'il faut évacuer 55 800 personnes.
132 600 bergers devraient cependant avoir un meilleur accès à l'eau potable.
Le plan envisage aussi de provoquer des précipitations artificielles, ainsi qu'un suivi scientifique accru. Ce plan pourrait être perturbé par les problèmes de grippe aviaire qui ont fortement touché la zone du lac Qinghai.

## Protection de l'environnement
Le Tibétain Karma Samdrup a créé en 2005 une ONG pour la protection de la réserve naturelle des Sources des trois rivières. Plusieurs prix l'ont récompensé de ces actions dont celui de « philanthrope de l'année » par la puissante chaîne de télévision chinoise CCTV pour son action en faveur de la protection des cours d'eau et « pour avoir su créer une harmonie entre les hommes et la nature ».
En janvier 2010 Karma Samdrup a été arrêté, alors qu'il faisait campagne pour la libération de ses frères, Chime Namgyal et Rinchen Samdrup. En juillet 2010, Karma Samdrup a été condamné à 15 ans de prison. Catherine Baber membre d'Amnesty International a déclaré : « Le fait que cette famille soit prise pour cible alors qu'elle ne fait pas de politique montre que les autorités se sont engagées dans une spirale de répression alarmante. De telles actions en justice pourraient également remettre en cause le développement que connaît actuellement le militantisme écologique, dont le pays a si désespérément besoin. ».